# Bonito Oriental
Bonito Oriental é uma cidade hondurenha do departamento de Colón.